# Ballads II
『Ballads II』（バラード・ツー）は、中山美穂のバラード・ベスト・アルバム。1996年12月18日にキングレコードより発売された。規格品番はKICS-602。

## 概要
1989年3月に発売された『Ballads』の第2弾で、前作から7年越しのリリースとなった。
1990年以降に発表されたシングル、アルバム収録曲から本人選曲による15曲を収録。同時発売として前作『Ballads』がジャケットを改め再発売、両作品のカラオケ盤も発売された。
初回プレス盤にはジャケットと同デザインのステッカーが封入された。

## 収録曲
| #   | タイトル                                        | 作詞                      | 作曲                       | 編曲             |
| --- | ----------------------------------------------- | ------------------------- | -------------------------- | ---------------- |
| 1.  | 「Silent」                                      | 中山美穂                  | 清岡千穂                   | 鶴由雄           |
| 2.  | 「誰かが愛に…」                                 | 中山美穂                  | 尾関昌也                   | ATOM             |
| 3.  | 「Flash Back」                                  | 中山美穂                  | 上田知華                   | 井上日徳・ATOM   |
| 4.  | 「kiss kiss kiss」                              | 中山美穂                  | 鳴海寛・多田牧男           | 鳴海寛・多田牧男 |
| 5.  | 「Treasure」                                    | 西脇唯                    | 西脇唯・緒里原洋子         | 有賀啓雄         |
| 6.  | 「幸せになるために」                            | 岩里祐穂・中山美穂        | 日向敏文                   | 日向敏文         |
| 7.  | 「こんな日の雨なら大好き -The Rain Came Down-」 | 中山美穂 & Amie           | Marc Hoffman・Elliot Weiss | Ken shiguma      |
| 8.  | 「あなたを宇宙へ届けたい」                      | 中山美穂                  | KNACK                      | KNACK            |
| 9.  | 「16ブランコ」                                  | 中山美穂                  | Maria                      | 溝口肇           |
| 10. | 「LOVE」                                        | 中山美穂・小竹正人・CINDY | CINDY                      | KENNY HARRIS     |
| 11. | 「SWEET N' SOUR SOUP」                          | 小竹正人                  | Maria                      | JAI WINDING      |
| 12. | 「Rain Ring」(Fade Out Version)                 | 中山美穂                  | Maria                      | 溝口肇           |
| 13. | 「不意のKiss」                                  | Maria                     | Maria                      | 溝口肇           |
| 14. | 「Angel」                                       | 中山美穂・小竹正人        | Maria                      | 溝口肇           |
| 15. | 「Thinking About You -あなたの夜を包みたい-」   | 小竹正人                  | Maria                      | 大谷和夫         |

### 曲解説
1. Silent
  - シングル「Mellow」カップリング
2. 誰かが愛に…
  - シングル「これからのI Love You」カップリング
3. Flash Back
  - アルバム『Dé eaya』収録曲
4. kiss kiss kiss
  - アルバム『Mellow』収録曲
5. Treasure
  - アルバム『Mellow』収録曲
6. 幸せになるために
  - 26枚目のシングル表題曲
7. こんな日の雨なら大好き -The Rain Came Down-
  - アルバム『わがままな あくとれす』収録曲
8. あなたを宇宙へ届けたい
  - アルバム『Pure White』収録曲
9. 16ブランコ
  - アルバム『Mid Blue』収録曲
10. LOVE
  - アルバム『Mid Blue』収録曲
11. SWEET N' SOUR SOUP
  - 1995年発売のアルバム『Mid Blue』収録曲
12. Rain Ring (Fade Out Version)
  - アルバム『Deep Lip French』収録曲
13. 不意のKiss
  - アルバム『Deep Lip French』収録曲
14. Angel
  - シングル「Thinking about you〜あなたの夜を包みたい〜」カップリング
15. Thinking About You -あなたの夜を包みたい-
  - 33枚目のシングル表題曲